# 魏森图尔姆
魏森图尔姆（德語：Weißenthurm，發音：[vaɪsn̩ˈtʊʁm] ⓘ）是德国莱茵兰-普法尔茨州迈恩-科布伦茨县的城市，面积3.99平方千米，2023年12月31日人口为9,306人。